# Franchevelle
Franchevelle är en kommun i departementet Haute-Saône i regionen Bourgogne-Franche-Comté i östra Frankrike. Kommunen ligger i kantonen Lure-Nord som tillhör arrondissementet Lure. År 2022 hade Franchevelle 486 invånare.

## Befolkningsutveckling
Antalet invånare i kommunen Franchevelle
| Referens: INSEE |